# 53005 Antibes
53005 Antibes è un asteroide della fascia principale. Scoperto nel 1998, presenta un'orbita caratterizzata da un semiasse maggiore pari a 2,287395 UA e da un'eccentricità di 0,177030, inclinata di 5,715946° rispetto all'eclittica.
Appartiene alla famiglia di asteroidi Flora
È dedicato ad Antibes, celebre località turistica della Costa Azzurra.